# St. Ulrich (Stockheim)
Koordinaten: 49° 5′ 5,5″ N, 9° 0′ 56,2″ O

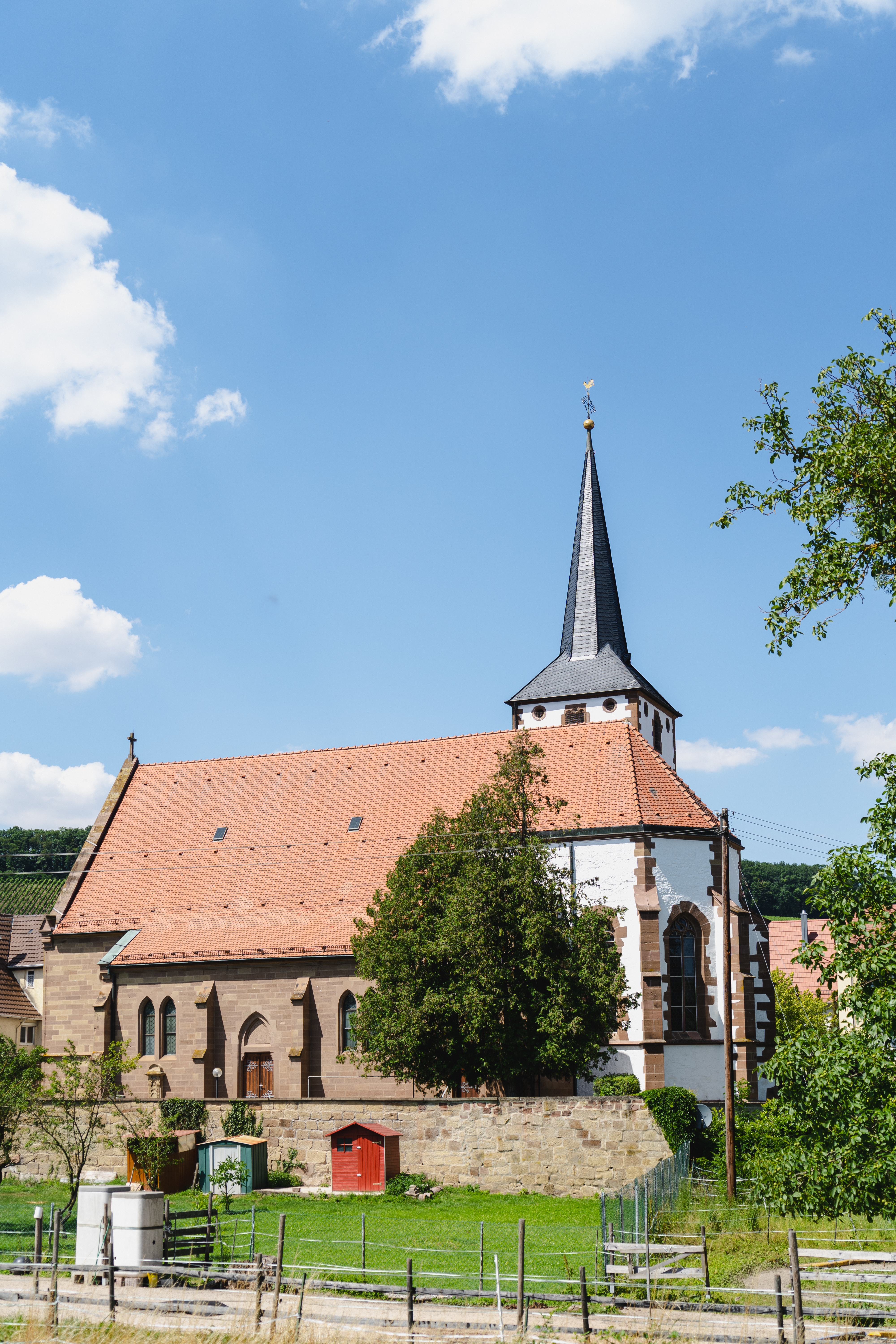
Außenansicht St. Ulrich

Die Kirche St. Ulrich in Stockheim, einem eingemeindeten Stadtteil von Brackenheim im Landkreis Heilbronn in Baden-Württemberg, ist eine seit 1296 bezeugte katholische Kirche, die in ihrer heutigen Form auf einen Neubau von 1513/14 zurückgeht.

## Geschichte
Erstmals erwähnt wurde eine Kapelle in Stockheim in einer Schenkung des Rudolf von Neuffen an das Kloster des Heiligen Grabes in Speyer im Jahr 1296. Die Kapelle war damals der Heiligen Katharina geweiht und unterstand der Kirche in Güglingen. Vom 14. bis zum 19. Jahrhundert gehörte Stockheim und mit ihm die Kirche zum Deutschen Orden.
1495 stiftete der Deutschmeister Andreas von Grumbach eine Pfründe für den Marienaltar der Kapelle, die vermutlich auch den Grundstock für den nachfolgenden Neubau bildete. Der Neubau 1513/14 ging wohl gemeinsam vom Deutschen Orden und Gemeinde aus, da sich beider Wappen nebeneinander über dem Chorbogen befinden. Das Kirchenschiff wurde vom Esslinger Baumeister Dionysius Böblinger vergrößert. Böblingers Schwager oder Schwiegersohn, Stefan Waid, der häufig als Baumeister erwähnt wurde, kann nicht am Neubau beteiligt gewesen sein, da er 1504 starb. Dennoch weist eine (moderne) Inschrift in der Kirche ihn auch als Erbauer aus. Sie lautet:

„Kirche erbaut von Stephan Waid 1514. Ort zum ersten Mal genannt um 950. Im Besitz des Deutschordens von 1295-1800. Pfarrei seit 1535.“

Der imposante spätgotische Flügelaltar entstand um 1525/27 und wird dem Heilbronner Maler Jörg Kugler zugeschrieben. Der Altar zeigt als zentrale Figur im Mittelschrein den Heiligen Ulrich, dem die gesamte neu erbaute Kirche gewidmet wurde.
Am 12. November 1535 erhielt die Kirche ihren ersten Pfarrer, und Stockheim wurde wenig später zur eigenständigen Pfarrei. Aufgrund der Zugehörigkeit zum Deutschen Orden blieb die Kirche auch nach der ansonsten in weiten Teilen des württembergischen Umlandes vollzogenen Reformation katholisch. Bei einer ersten Renovierung 1590 wurde die Steinkanzel errichtet, 1592 folgte der Turm, 1627 wurden die Seitenaltäre ergänzt.
1812 wurde ein neuer Friedhof außerhalb des Ortes angelegt, so dass der alte Friedhof um die Kirche allmählich als Baugrund für bauliche Erweiterungen genutzt werden konnte. 1857 wurden nach Süden das Seitenschiff und die Sakristei angebaut, 1865 wurde die Kirche renoviert. 1885 erhielt das Kirchenschiff bei einer Renovierung unter Georg von Morlok eine Holzdecke mit ornamentaler Malerei. Abermals renoviert wurde die Kirche in den Jahren 1936, 1981, 2007 sowie 2014.

## Architektur und Ausstattung

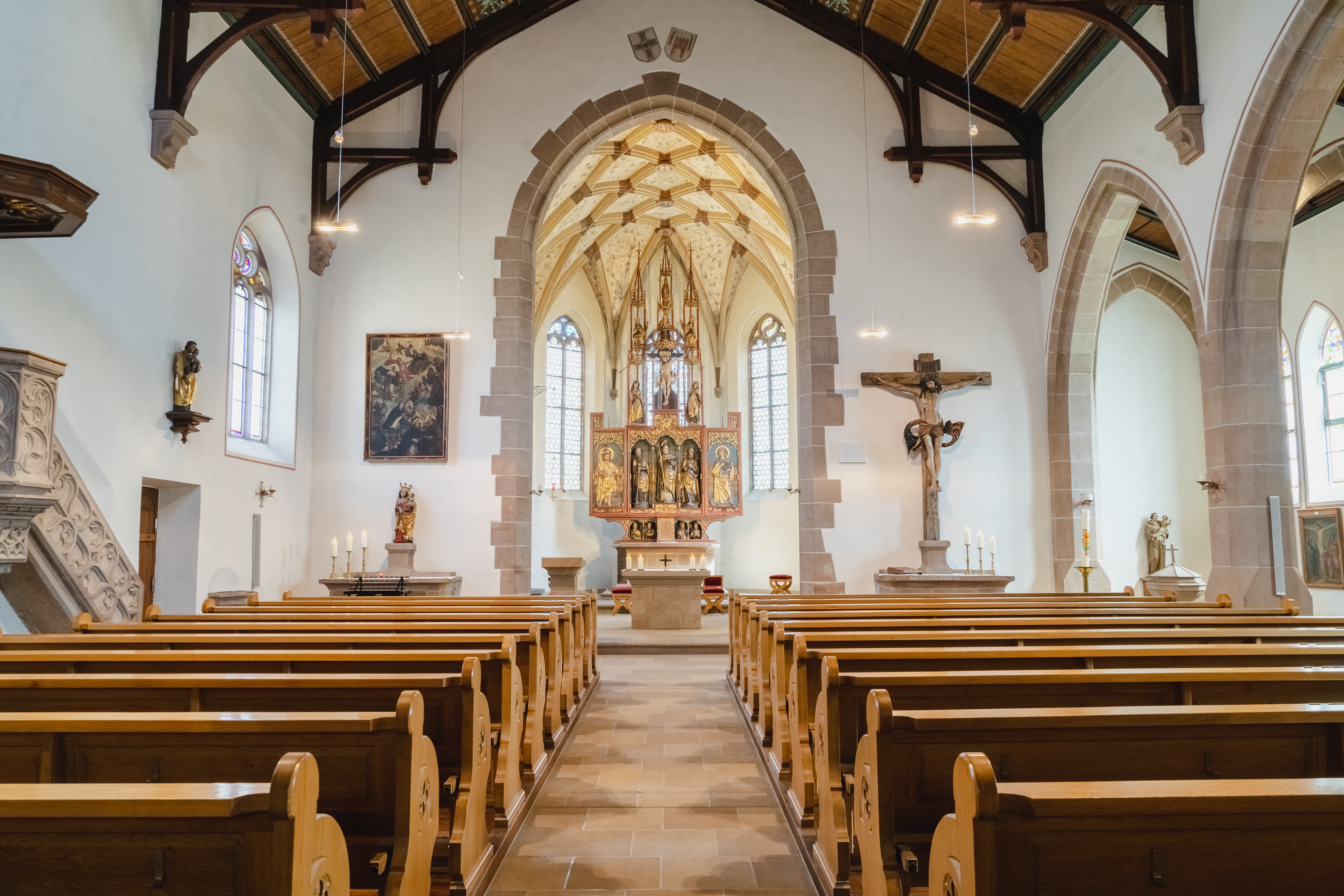
Innenansicht St. Ulrich

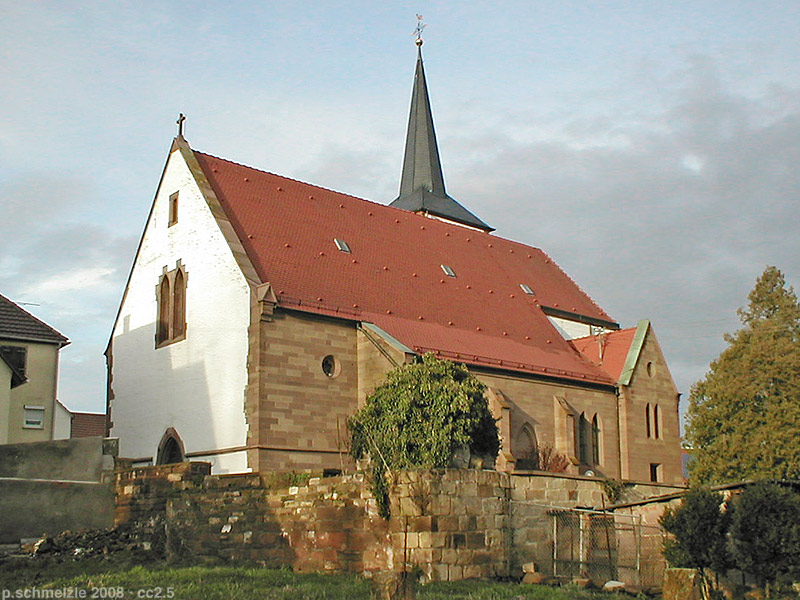
St. Ulrich von Südwesten

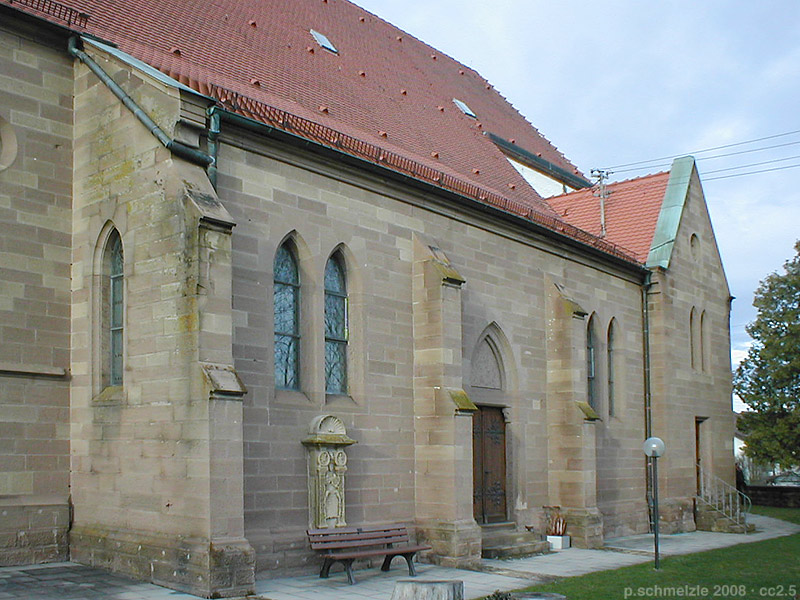
Seitenschiff und Sakristei wurden 1857 ergänzt

Die Ulrichskirche ist ein zweischiffiger Kirchenbau mit mittig zur Giebelseite des Hauptschiffs angebautem Chor nach Osten und nördlich neben dem Chor befindlichem Turm. Nordfassade, Westgiebel, Chor und Turmsockel sind verputzt mit freigelegten Sandsteinecken und -fenstern, die Südseite mit angebautem Seitenschiff und Sakristei ist als Werksteinarbeit komplett in Sandstein ausgeführt.
Der Chor hat ein steinernes Netzgewölbe, das Schiff ist von einem hölzernen Tonnengewölbe überspannt. Im Chor befindet sich ein spätgotischer Flügelaltar, seitlich neben dem Chorbogen sind ein Kreuzaltar und ein Marienaltar aufgestellt. Die Kanzel an der Nordwand wurde 1590 aus mehreren großen Sandsteinblöcken gefertigt. Aufgang, Brüstung und Sockel tragen reiche, teils unvollendete Verzierungen mit verschiedenen Symbolen und Maßwerk. In der Westseite des Langhauses befindet sich eine nach drei Seiten umlaufende einstöckige Empore, auf der sich die Kirchenorgel befindet.
In die westliche Turmfassade ist das Wappen des Deutschmeisters Andreas von Grumbach, Stifter des Turms, eingelassen. An der Südfassade befindet sich das historische Grabmal des 1564 verstorbenen Deutschorden-Amtmanns Hans Scharpff.

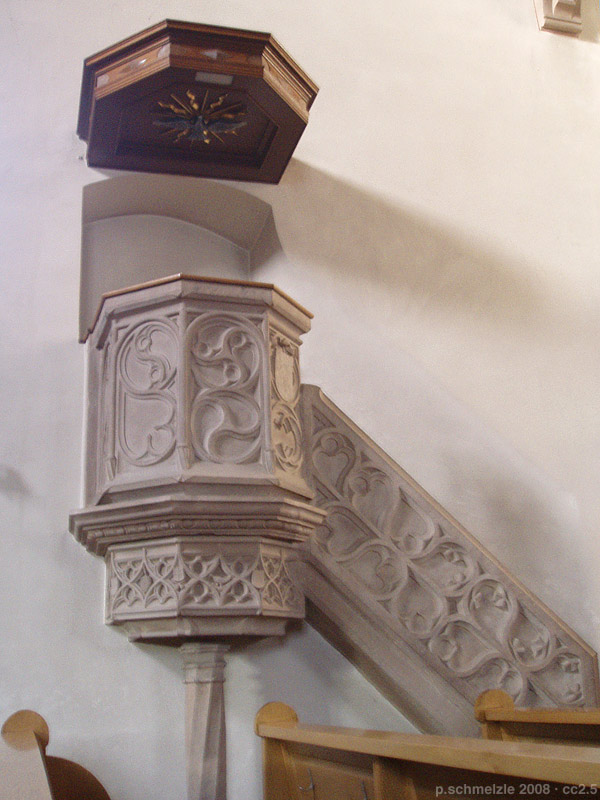
Kanzel
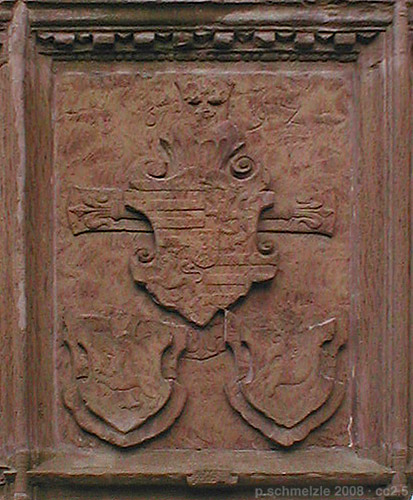
Grumbach-Wappenstein in der Turmfassade
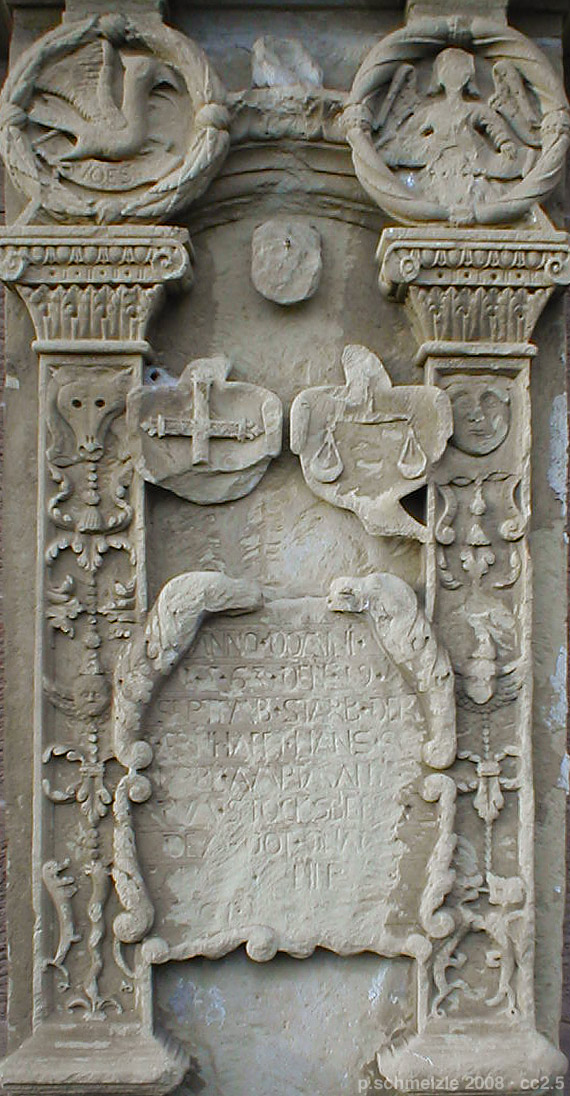
Scharpff-Grabmal an der Südfassade

### Hauptaltar

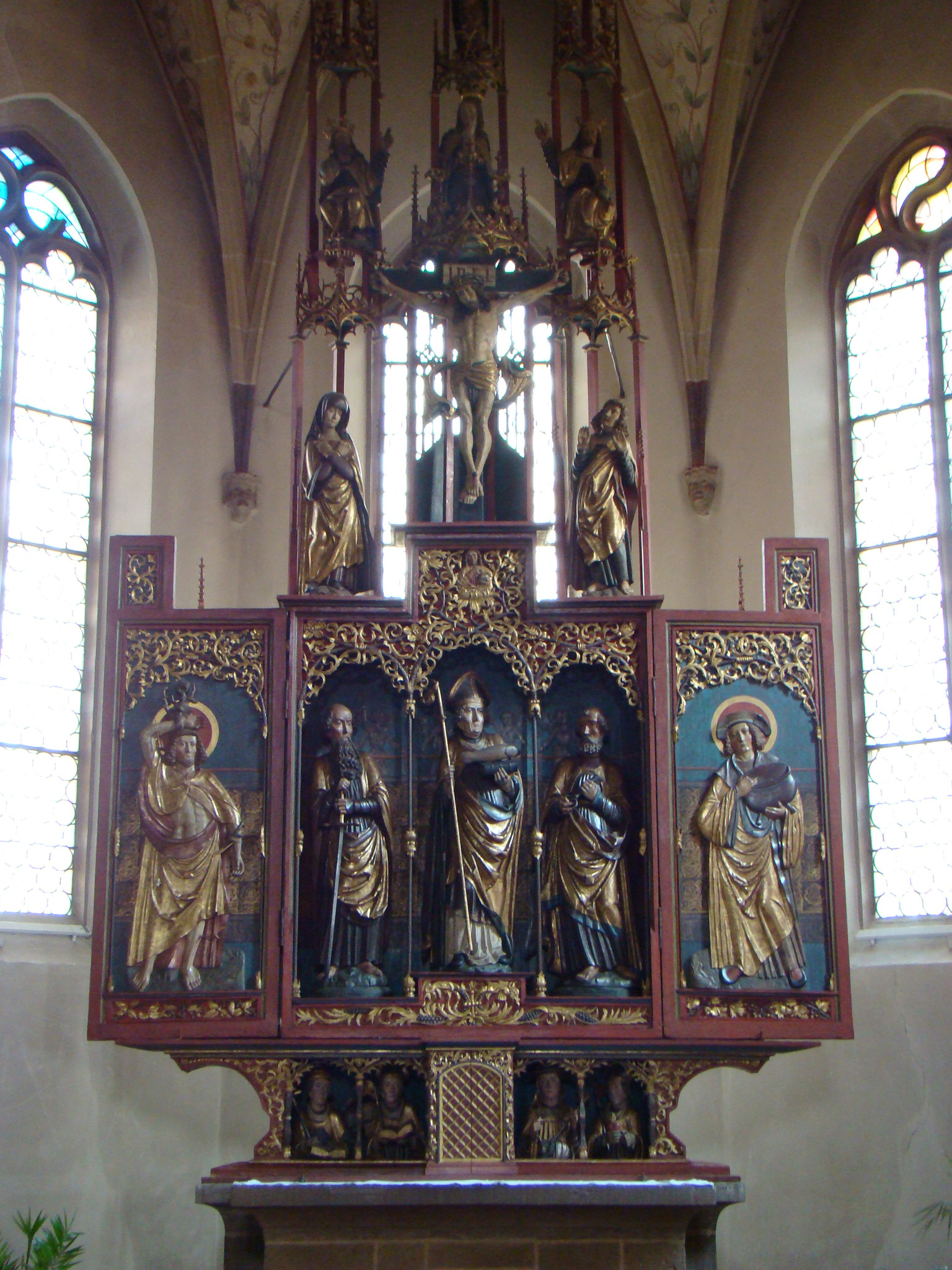
Hauptaltar von 1530

Der Hauptaltar ist ein geschnitzter spätgotischer Flügelaltar, der vermutlich um 1530 entstand. Die Malereien der Altarflügel stammen wohl von dem Heilbronner Meister Jerg Kugler, der auch an dem in zahlreichen Details ähnlichen Altar der Veitskirche in Flein mitgewirkt haben soll.
Der geöffnete Altarschrein zeigt in der Mitte den Hl. Ulrich mit Mitra, Hirtenstab, Buch und Fisch. Er wird links flankiert von Petrus mit Schlüssel und rechts von Paulus mit Schwert. Die Flügel zeigen die Märtyrer Sebastian und Veit. Über dem Schrein ist im Gesprenge eine Kreuzigungsgruppe zu sehen: Jesus flankiert von Maria und Johannes. Darüber thront Maria, flankiert von Gottvater mit Weltkugel in der Hand und Gottsohn mit Weltkugel auf den Knien. Den oberen Abschluss bildet abermals Kirchenpatron St. Ulrich.
Die Predella (Altarsockel) mit einem 1931 nachträglich eingebauten Tabernakel zeigt vier Kirchenlehrer: Papst Gregor mit Buch und Tiara als Kopfbedeckung, Bischof Ambrosius mit einem Buch, Hieronymus als Kardinal, und Bischof Augustinus mit brennendem Herzen. Zusammen mit diesen Kirchenvätern werden die vier Evangelisten symbolisch dargestellt: Johannes durch den Adler neben Gregor, Markus durch den Löwen neben Ambrosius, Lukas durch den Stier vor Hieronymus und Matthäus durch den Menschen in Gestalt des Augustinus. Die bemalten Außenseiten der Altarflügel zeigen eine Verkündigungsszene, auf den Standflügeln sind links die Heilige Katharina und rechts die Heilige Elisabeth mit ihrer Tochter Gertrud zu sehen.
Der Schrein des Altars ist 188 cm breit und 255 cm hoch. Mit dem Altartisch hat der Altar eine Gesamthöhe von knapp acht Metern. Der Altar befand sich wohl von jeher im Chor der Ulrichskirche. Er wurde 1865/66 übermalt und überarbeitet, 1936 von den Übermalungen wieder befreit und 1982 restauriert.

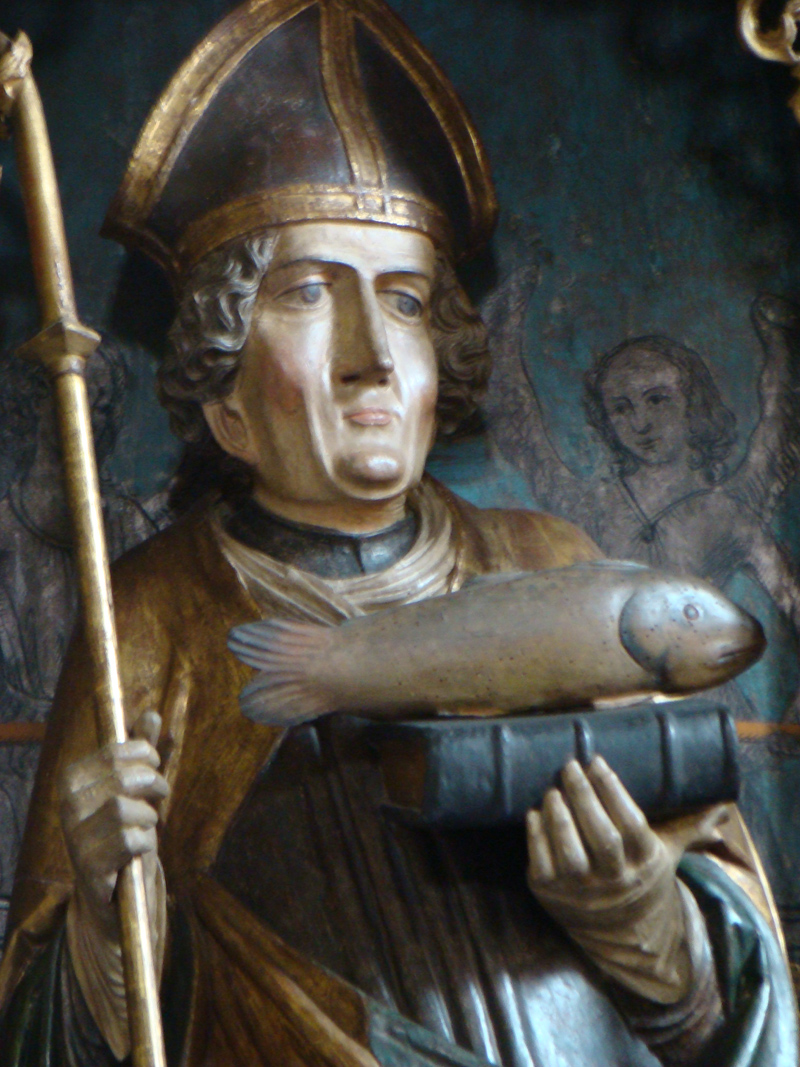
Kirchenpatron Ulrich, zentrale Figur des Mittelschreins
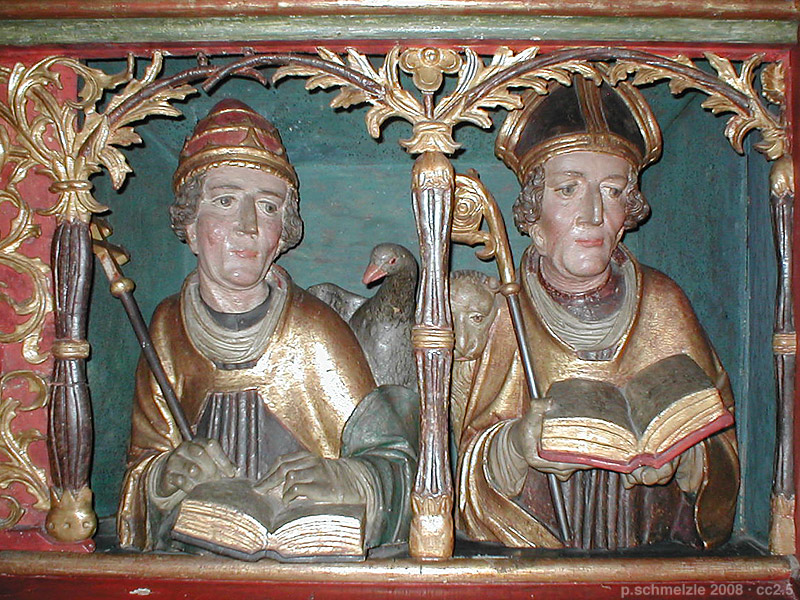
Predella des Hauptaltars: Gregor (links) und Ambrosius (rechts)
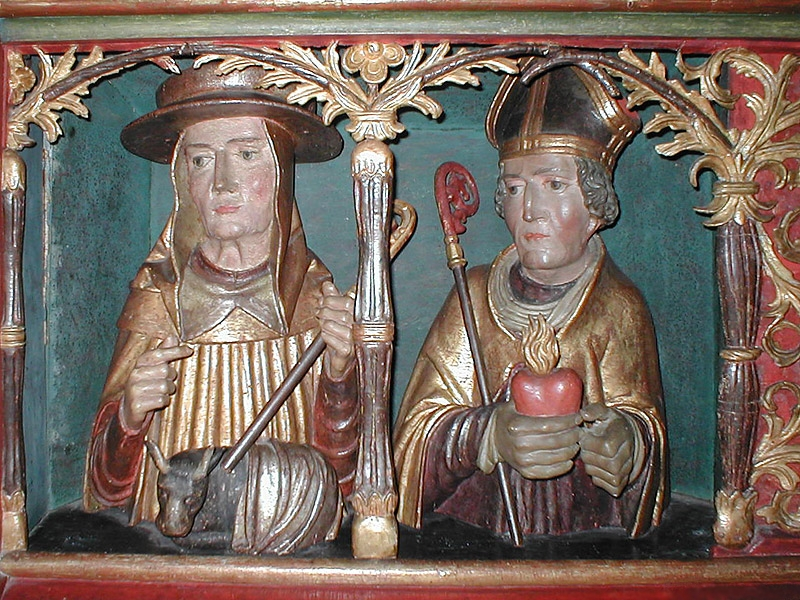
Predella des Hauptaltars: Hieronymus (links) und Augustinus (rechts)

### Seitenaltäre
Der Kreuzaltar rechts vom Chorbogen wurde 1627 errichtet. Über ihm befindet sich ein Kreuz mit lebensgroßem Christuskörper, das um 1490 entstanden sein soll, ursprünglich im Chorbogen hing, später gegenüber der Kanzel angebracht wurde und sich seit der Renovierung 1936 über dem Kreuzaltar befindet. Die Madonnenfigur des links vom Chorbogen befindlichen Marienaltars wird auf etwa 1470 datiert und stammt vermutlich aus der Vorgängerkapelle. Über dem Marienaltar befindet sich ein Altarbild, auf dem u. a. im oberen Bereich die heilige Dreifaltigkeit und Maria als Mondsichelmadonna zu sehen sind, in der unteren Hälfte die vier lateinischen Kirchenväter. Gregor der Große hält ein Buch, in dem das Bild von Ulrich Sturm aus Gmünd signiert und gemeinsam mit dem Altar auf 1627 datiert wird. Maria ist mit einer Stola bekleidet und symbolisiert so die Kirche.

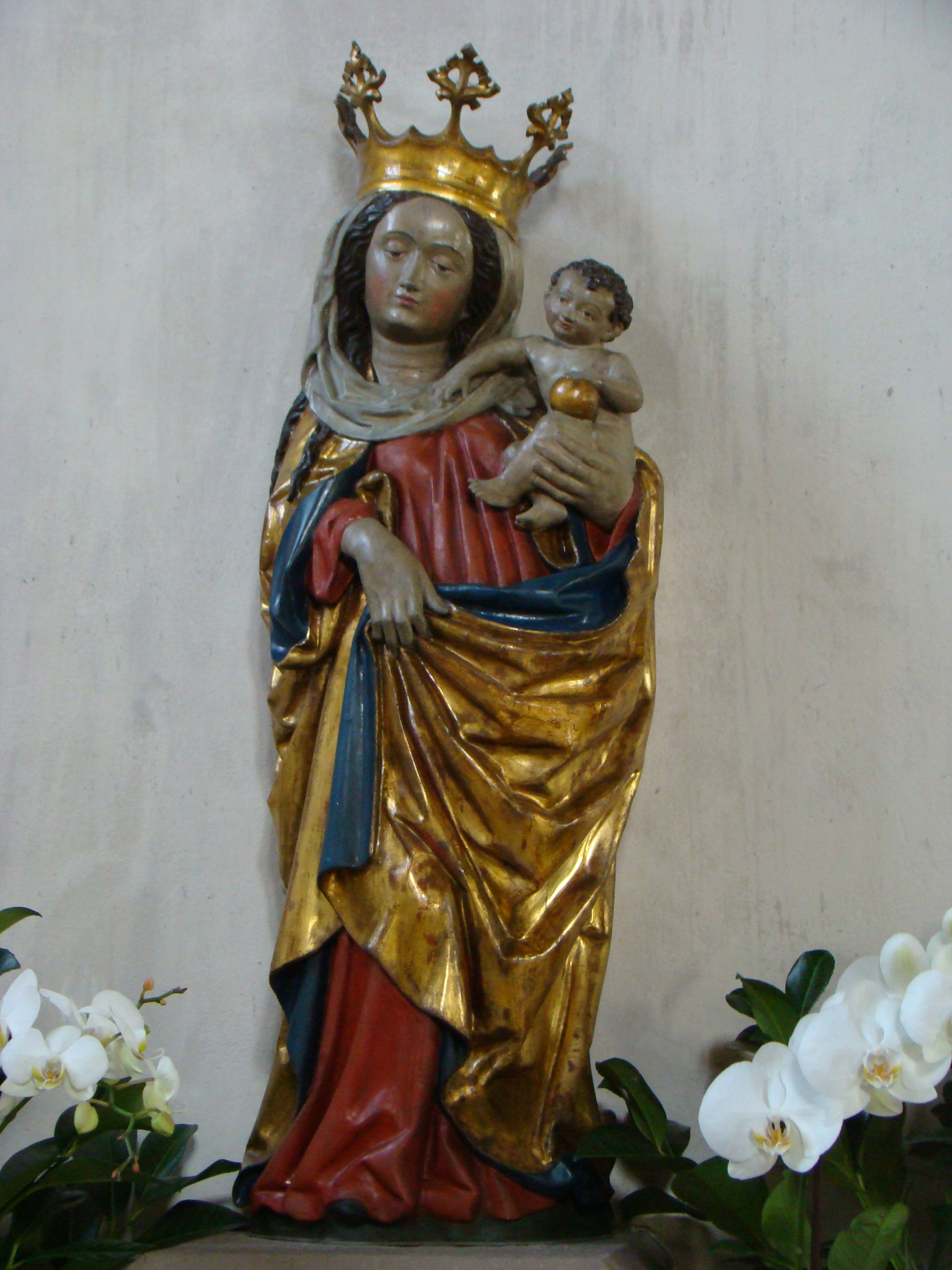
Marienfigur des Marienaltars
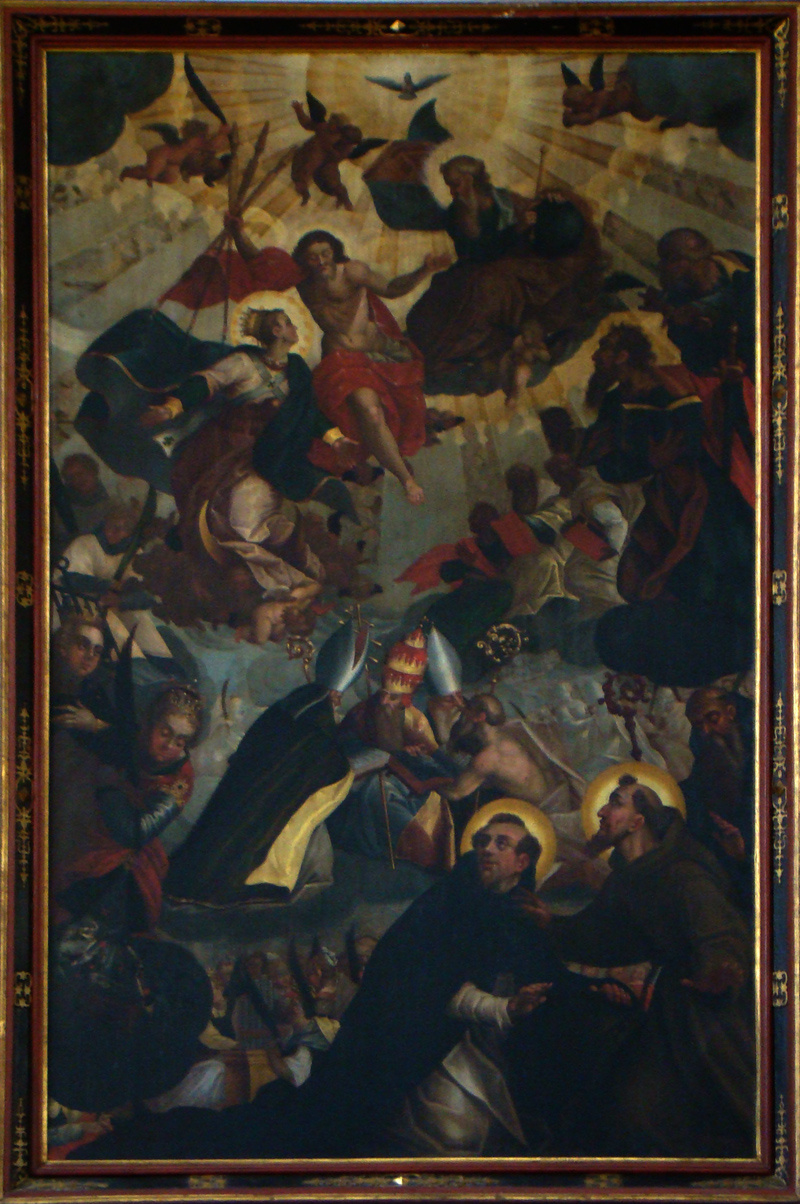
Altarbild des Marienaltars

### Chor

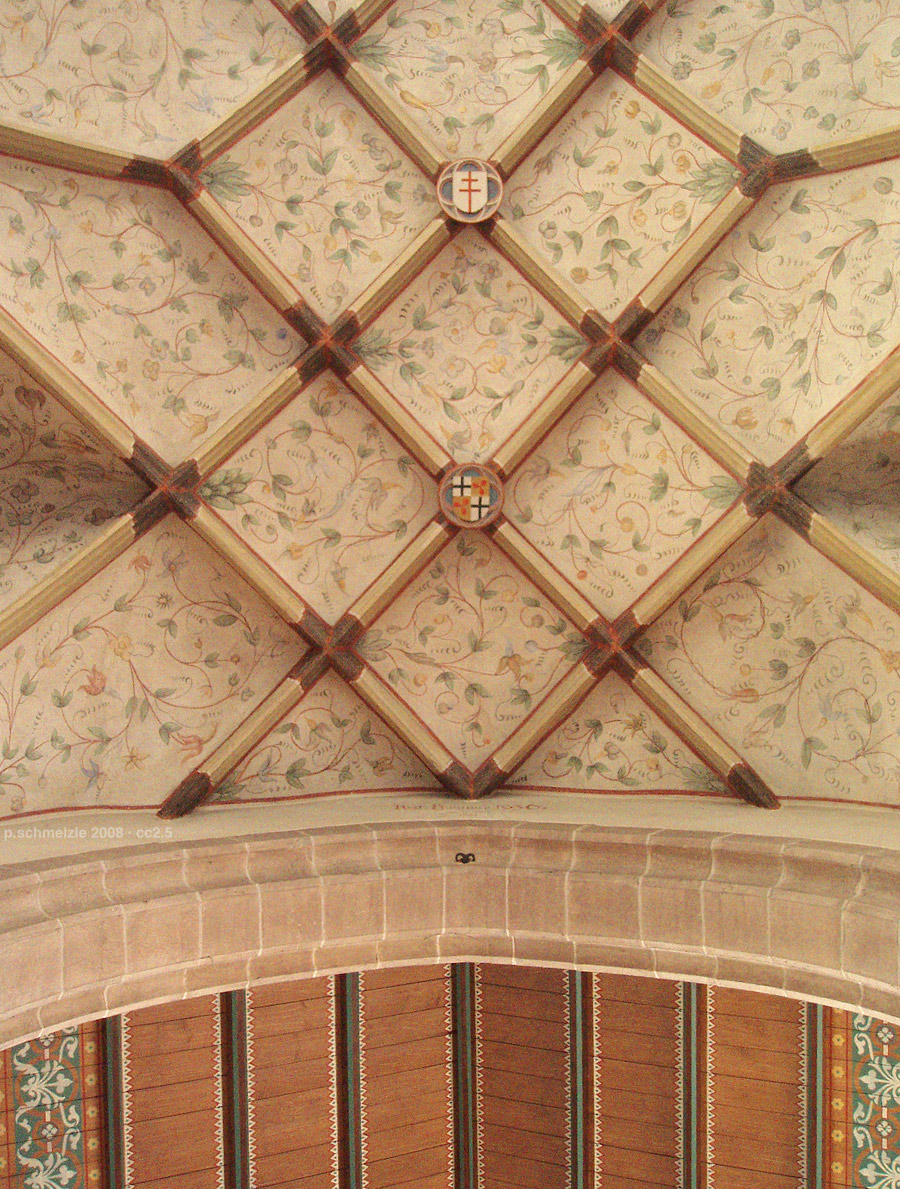
Netzgewölbe im Chor

Der Chorraum ist mit einem Netzgewölbe überdacht, dessen Schlusssteine das Wappen des Deutschmeisters von Cleen, das Patriarchenkreuz des Deutschen Ordens, den Kirchenpatron St. Ulrich und Maria im Strahlenkranz zeigen. Die Zwischenflächen des Netzgewölbes sind mit farbigen ornamentalen Blatt- und Rankenmotiven ausgemalt. An der rechten Chorwand befinden sich außerdem noch Reste von renaissancezeitlichen Fresken, die Augustinus als Bischof, Hieronymus als Einsiedler sowie Matthäus mit einem Engel zeigen und vermutlich noch aus der Zeit nach dem Neubau der Kirche 1513/14 stammen. Das Sakramentshaus an der Chorwand trägt im Maßwerk über dem Türchen das Steinmetzzeichen von Dionysius Böblinger.

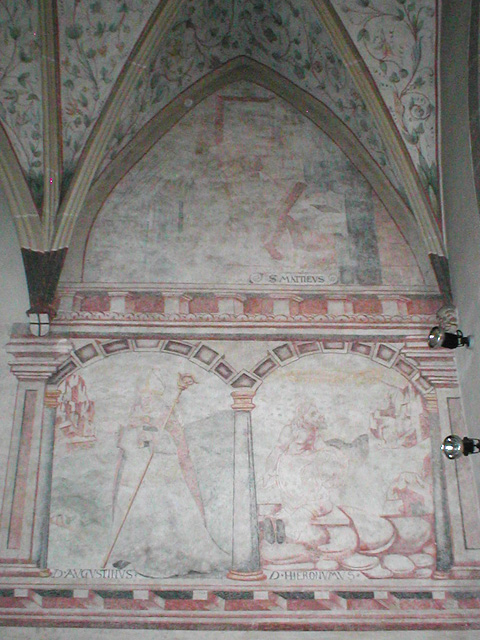
Fresko an der Chorwand
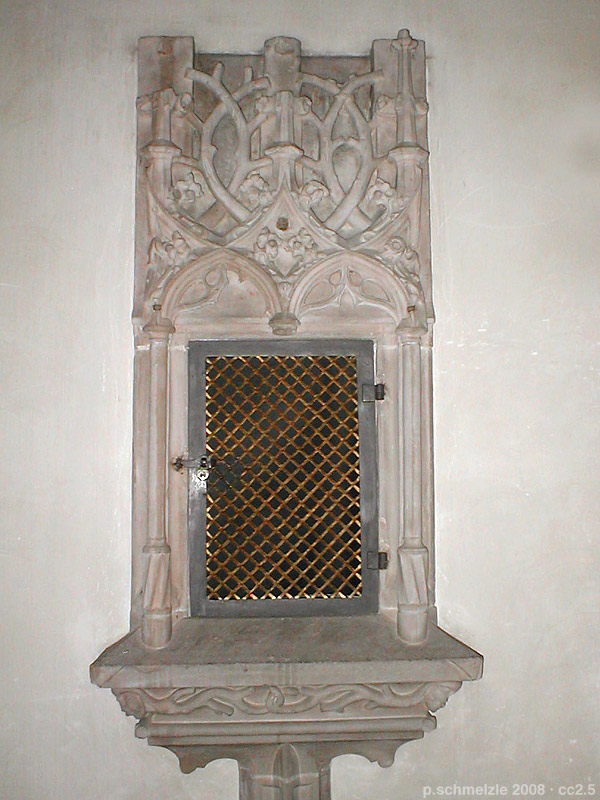
Sakramentshaus mit Maßwerk
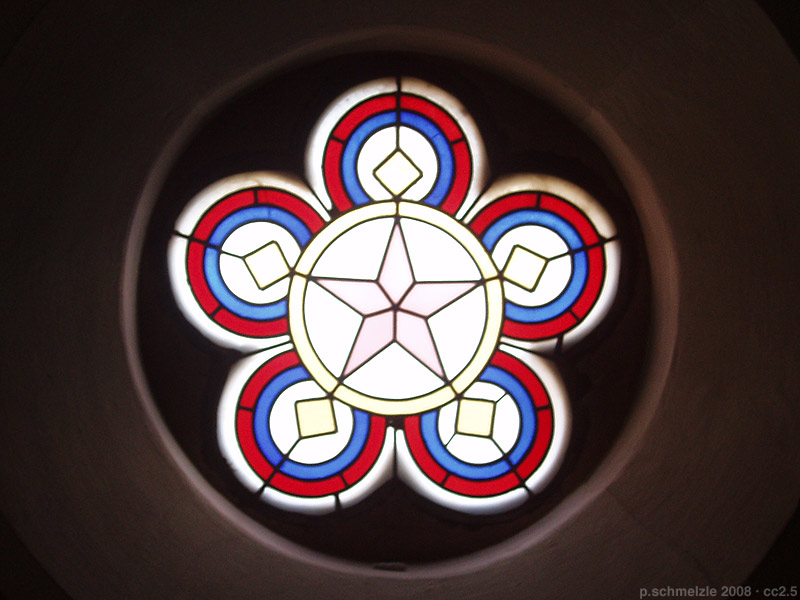
Verglastes Emporenfenster

### Glocken
Die Stockheimer Kirche besitzt drei Glocken: Susanna, Christuskönig und Maria. Vor Beginn des Ersten Weltkriegs existierten neben Susanna noch zwei weitere Glocken. Beide wurden 1917 eingeschmolzen, um daraus Kanonen zu fertigen.
1922 wurden eine Ulrichs- sowie eine Marienglocke gegossen, welche 1942 ebenfalls für Kriegszwecke eingeschmolzen wurden.
1948 wurde die heutige Marienglocke von Alfred Bachert gegossen, 1952 komplettierte die Christuskönigsglocke das Geläut. Sie stammt ursprünglich aus dem niederschlesischen Merzdorf, heute Marciszów.
| Nr. | Bezeichnung   | Gussjahr | Gießerei und Gussort      | Durchmesser | Masse  | Nominal |
| --- | ------------- | -------- | ------------------------- | ----------- | ------ | ------- |
| 1   | Susanna       | 1695     | Joseph Jullien            | 1005 mm     | 550 kg | g1−6    |
| 2   | Christuskönig | 1512     | unbekannt                 | 1062 mm     | 700 kg | a2−4    |
| 3   | Maria         | 1948     | Alfred Bachert, Heilbronn | 905 mm      | 450 kg | b2−4    |

### Orgel
Nachdem eine 1936 aufgestellte Orgel der Orgelbaufirma E.F. Walcker & Cie. störanfällig geworden war, folgte 1966 der Entschluss, ein neues Instrument anzuschaffen. Zunächst wurde überlegt, eine „elektrostatische Dereux-Orgel“ anzuschaffen, da dies eine deutlich preisgünstigere Alternative darstellte. Nach Einwänden aus dem bischöflichen Ordinariat wurde schließlich die Firma Späth aus Ennetach beauftragt, eine neue Orgel zu errichten. Die Orgelweihe fand am 1. Adventssonntag 1968 statt. Die Disposition lautet:
| I Hauptwerk C–g3 |     |
| Gedacktpommer    | 16' |
| Prinzipal        | 8'  |
| Rohrflöte        | 8'  |
| Oktave           | 4'  |
| Spitzgamba       | 4'  |
| Sifflöte         | 2'  |
| Mixtur IV-V      | 2'  |

| II Schwellwerk C–g3 |       |
| Gedeckt             | 8'    |
| Salicional          | 8'    |
| Prinzipalflöte      | 4'    |
| Superoktave         | 2'    |
| Sesquialter II      | 2 ⁄3' |
| Scharff IV          | 1'    |
| Tremolo             |       |

| Pedal C–f1 |       |
| Subbaß     | 16'   |
| Oktavbass  | 8'    |
| Piffaro    | 4'+2' |
| Fagott     | 16'   |

- Koppeln: II/I, I/P, II/P

## Gemeinde
Die Stockheimer Gemeinde ist Muttergemeinde der zwei bis 2015 eigenständigen Pfarreien Brackenheim und Güglingen. Diese schlossen sich zum 1. Januar 2016 zur Kirchengemeinde St. Michael, Wächter des Zabergäus, zusammen.
Heute wird in der Ulrichskirche am Dienstagabend und am Samstagabend, jeweils um 18:30 Uhr, Eucharistie gefeiert.